# مرقد محمد (كاشمر)
مرقد محمد (بالفارسية: امامزاده محمد) هو مرقد شيعي ومسجد يعود إلى التاريخ الحديث، ويقع في كاشمر. يضم قبر والمقبرة العامة.